# Sycyssa huxleyi
Sycyssa huxleyi är en svampdjursart som beskrevs av Ernst Haeckel 1870. Sycyssa huxleyi ingår i släktet Sycyssa och familjen Lelapiidae. Inga underarter finns listade i Catalogue of Life.